# Stella Damasus-Aboderin
Stella Damasus (née le 24 avril 1978 à Benin City au Nigeria) est une chanteuse et une actrice nigériane, vedette du cinéma Nollywood.

## Biographie
Stella Damasus-Aboderin gagne le prix de la meilleure actrice aux Nigeria Entertainment Awards (en), en 2007. Elle est nommée en 2009 à l'Africa Movie Academy Award de la meilleure actrice et gagne ce prix, aux Golden Icons Academy Awards à Houston, en 2012, pour le film Two Brides and a Baby (en).

## Filmographie
La filmographie de Stella Damasus, comprend les films suivants  : 
| Année | Film                          | Autres acteurs                                                                                             |
| ----- | ----------------------------- | --- |
|       | Betrayed by Love              | Emeka Ike                                                                                                  |
| 1999  | Face of a Liar                | Zulu Adigwe, Rita Dominic, Bibiana Ohio                                                                    |
| 2001  | Rumours                       | Segun Arinze, Zulu Adigwe, Kunle Coker, Uche Jombo                                                         |
| 2002  | Submission                    | Patience Ozokwor, Zack Orji, Clem Ohameze, Jennifer Eliogu                                                 |
| 2003  | Real Love                     | Ramsey Nouah Jnr, Chioma Chukwuka, Olu Jacobs                                                              |
| 2003  | Passions                      | Emeka Ike, Richard Mofe Damijo, Genevieve Nnaji, Florence Onuma                                            |
| 2003  | My Time 1&2                   | Bob Manuel Udokwu, Patience Ozokwor, Mary Ann Apollo, Ofia Afuluagu Mbaka                                  |
| 2003  | When God says Yes             | Richard Mofe Damijo, Clem Ohameze, Ngozi Ezeonu, Pete Edochie                                              |
| 2003  | Never say goodbye             | Fabian Adibe, David Ihesie, Ramsey Nouah Jnr                                                               |
| 2003  | Market seller 1&2             | Lilian Bach, Omotola Jalade Ekeinde, Kanayo O Kanayo                                                       |
| 2003  | The Intruder 1&2              | Enebeli Elebuwa, Rita Dominic, Jim Iyke, RMD                                                               |
| 2003  | Emotional Pain                | Eucharia Anunuobi, Richard Mofe Damijo, Frank Dallas                                                       |
| 2003  | Dangerous Desire              | Fred Amata, Bimbo Akintola, Dayo Adewunmi                                                                  |
| 2003  | Bad Boys                      | Ramsey Nouah Jnr, Clem Ohameze, Amaechi Muonagor                                                           |
| 2003  | After the Fight               | Eucharia Anunuobi Ekwu, Kanayo O Kanayo                                                                    |
| 2004  | Queen 1&2                     | Robert Peters, Richard Mofe Damijo, Nkiru Sylvanus                                                         |
| 2004  | Missing Angel (en) 1,2&3      | Desmond Elliot, Empress Njamah, Nobert Young, Tuvi James                                                   |
| 2004  | Kings Pride                   | Richard Mofe Damijo, Fred Aresoma, Peter Bruno                                                             |
| 2004  | Engagement Night 1&2          | Richard Mofe Damijo, Darlene Benson-Cobham                                                                 |
| 2004  | Above Love                    | Desmond Elliot, Bukky Wright, Enebeli Elebuwa                                                              |
| 2004  | Red Hot                       | Liz Benson, Zack Orji, Segun Arinze                                                                        |
| 2004  | Burning Desire 1&2            | Richard Mofe Damijo, Enebeli Elebuwa, Ernest Asuzu                                                         |
| 2004  | Cinderella                    | Desmond Elliot, Grace Amah, Segun Arinze                                                                   |
| 2004  | Dangerous Twins (en) 1, 2 & 3 | Ramsey Nouah Jnr, Bimbo Akintola, Lanre Balogun, Sola Sobowale                                             |
| 2005  | Wheel of Change               | Fred Amata, Rita Dominic, Mbong Odungide                                                                   |
| 2005  | The Seed 1&2                  | Emeka Enyiocha, Chidi Mokeme, Ashley Nwosu                                                                 |
| 2005  | Desperate and Dangerous       | Chidi Mokeme, Steph-Nora Okereke                                                                           |
| 2005  | Real Love 2&3                 | Ramsey Nouah Jnr, Caroline Ekanem, Olu Jacobs                                                              |
| 2005  | Games Women Play 1&2          | Genevieve Nnaji, Omotola Jalade Ekeinde, Desmond Elliot, Bob Manuel Udokwu, Zack Orji                      |
| 2005  | The Bridesmaid                | Richard Mofe Damijo, Kate Henshaw Nuttal, Chioma Chukwuka                                                  |
| 2005  | Behind Closed Doors 1&2       | Desmond Elliot, Richard Mofe Damijo, Patience Ozokwor                                                      |
| 2005  | Widow                         | Yemi Solade, Peter Bruno                                                                                   |
| 2006  | Standing Alone                | Richard Mofe Damijo, Tony Umez, Jennifer Eliogu                                                            |
| 2008  | Yankee Girls                  | Omotola Jalade-Ekeinde, Rita Dominic                                                                       |
| 2008  | Yankee Girls 2                | Omotola Jalade-Ekeinde, Rita Dominic                                                                       |
| 2008  | Four sisters                  | |
| 2008  | Halimat                       | |
| 2011  | Two Brides and a Baby (en)    | |
| 2015  | Affairs of the Heart          | avec Beverly Naya, Divine Shaw, Stephanie Stephen, Glenn Turner, Joel Rogers, Monica Swaida et Cyceru Ash. |

## Source de la traduction
- (en) Cet article est partiellement ou en totalité issu de l’article de Wikipédia en anglais intitulé « Stella Damasus-Aboderin » (voir la liste des auteurs).